# 強烈熱帶風暴榴槤 (2001年)
強烈熱帶風暴榴槤（英語：Severe Tropical Storm Durian，國際編號：0103，聯合颱風警報中心：05W）為2001年太平洋颱風季第三個被命名的風暴。「榴槤」一名由泰國提供，是泰國人喜愛的一種水果。

## 發展過程
6月29日UTC6時，一熱帶低氣壓在呂宋島以西海面上生成。該熱帶低氣壓初時向西移動，稍後轉向北北西方向移動。6月30日UTC6時，該熱帶低氣壓增強為熱帶風暴，並命名為榴槤。榴槤轉西北偏西移動。UTC18時，榴槤增強為強烈熱帶風暴。7月2日早上，榴槤在廣東省湛江市麻章區硇洲鎮附近登陸。登陸後逐漸減弱。UTC6時，榴槤減弱為熱帶風暴。UTC18時，榴槤在南寧減弱為熱帶低氣壓。7月3日UTC18時，榴槤在中越邊境交界完全消散。

## 影響

### 中国大陆

#### 廣州及海南
當地發佈最高熱帶氣旋警告信號：颱風紅色預警
在榴槤的吹襲下，廣東、廣西及海南三省超過430萬人受影響，最少有13,000間房屋倒塌，直接經濟損失估計為3億元人民幣以上。在湛江約有18萬畝農田受到破壞，食水和電力供應及通訊系統亦一度中斷。21人在廣東海域失蹤。海南島有30班航機取消，逾2,000名乘客被迫滯留。廣西最少有1人死亡及1人失蹤。榴槤亦在越南北部造成至少32人死亡，3人失蹤，萬多間房屋被水淹浸。

### 香港
當地懸掛最高熱帶氣旋警告信號： 三號強風信號
隨著榴槤於南海北部形成，香港天文台隨即於6月30日上午7時40分懸掛一號戒備信號，當時榴槤位於香港以南約650公里，受到榴槤的影響，多雲，有驟雨及雷暴。
榴槤繼續增強及趨近香港，因此香港天文台於6月30日晚上10時20分懸掛2001年首個三號強風信號，當時榴槤位於香港以南約470公里，當時香港風勢增強，吹起強勁偏東風，離岸及高地間中吹烈風。翌日榴槤的外圍雨帶為香港帶來狂風大驟雨。
榴槤在7月1日下午5時左右最接近香港，當時它位於香港西南面約330公里。香港天文台於下午3時30分錄得最低瞬時海平面氣壓1000.7百帕斯卡。隨著榴槤的登陸並開始減弱，港內不再吹強風，所有熱帶氣旋警告信號在7月2日上午9時20分除下。
在榴槤襲港期間，將軍澳一名婦人被一塊凌空吹起的木板擊中頭部受傷，港九有多宗棚架鬆脫及大樹倒塌報告，觀塘一電燈柱亦被吹倒。

#### 水龍捲
7月1日下午12時50分左右有市民報告在石澳和東龍洲之間的藍塘海峽出現水龍捲，該水龍捲向西移動，約5分鐘後在石澳後灘登岸及消散。 

### 澳門
當地懸掛最高熱帶氣旋警告信號：  三號風球
隨著榴槤於南海北部形成，澳門地球物理暨氣象局隨即於6月30日下午4時45分懸掛一號風球，當時榴槤位於澳門以東南偏南約630公里。
榴槤繼續增強及趨近澳門，因此氣象局於7月1日清晨3時懸掛三號風球，當時榴槤位於澳門以南約350公里，當時澳門風勢增強，榴槤的外圍雨帶為澳門帶來狂風大驟雨。
榴槤在7月1日下午5時至左右最接近澳門，當時它位於澳門偏南面約280公里。隨著榴槤的登陸並開始減弱，澳門境內風力減弱，所有風球在7月2日下午5時除下。

## 熱帶氣旋警告使用記錄
| 香港天文台 熱帶氣旋警告信號 | 香港天文台 熱帶氣旋警告信號 | 香港天文台 熱帶氣旋警告信號 |
| --------------------------- | --------------------------- | --------------------------- |
| 上一熱帶氣旋                | 一號戒備信號                | 下一熱帶氣旋                |
| 颱風飛燕                    | 一號戒備信號                | 颱風尤特                    |
| 颱風悟空                    | 三號強風信號                | 颱風尤特                    |

| 澳門氣象局 熱帶氣旋信號 | 澳門氣象局 熱帶氣旋信號 | 澳門氣象局 熱帶氣旋信號 |
| ----------------------- | ----------------------- | ----------------------- |
| 上一熱帶氣旋            | 一號風球                | 下一熱帶氣旋            |
| 強烈熱帶風暴貝碧嘉      | 一號風球                | 颱風尤特                |
| 颱風悟空                | 三號風球                | 颱風尤特                |

## 外部連結
- （日語）http://www.jma.go.jp/ （页面存档备份，存于） 日本氣象廳首頁
- （英文）http://www.usno.navy.mil/JTWC/ （页面存档备份，存于） 聯合颱風警報中心首頁
- （简体中文）https://web.archive.org/web/20120928121548/http://www.nmc.gov.cn/ 中央氣象台首頁
- （繁體中文）http://www.cwb.gov.tw/ （页面存档备份，存于） 中央氣象局首頁
- （繁體中文）http://www.hko.gov.hk/ （页面存档备份，存于） 香港天文台首頁
- （繁體中文）http://www.smg.gov.mo/ （页面存档备份，存于） 澳門地球物理暨氣象局首頁